# 1906 en Suisse
Chronologie de la Suisse
- 1902
- 1903
- 1904
- 1905
- 1906
- 1907
- 1908
- 1909
- 1910

Chronologie de la Suisse
1905 en Suisse - 1906 en Suisse - 1907 en Suisse

## Gouvernement au1erjanvier 1906
- Conseil Fédéral[1]
  - Ludwig Forrer (PRD), président de la Confédération
  - Eduard Müller (PRD), vice-président de la Confédération
  - Ernst Brenner (PRD)
  - Adolf Deucher (PRD)
  - Robert Comtesse (PRD)
  - Marc-Emile Ruchet (PRD)
  - Joseph Zemp (PDC)

## Évènements
Lundi 1er janvier 
- Les PTT ouvrent les premiers comptes de chèques postaux.

 Samedi 6 janvier 
- Une tempête s’abat sur l’ouest de la Suisse.

 Dimanche 11 février 
- Congrès extraordinaire du Parti socialiste à Olten (SO). Les délégués soutiennent la nécessité d'une armée pour défendre le pays d'attaques de l'extérieur, mais protestent contre l’envoi de troupes sur les lieux de grèves.

 Mercredi 21 février 
- En raison de la recrudescence de la propagande antimilitariste qui le Conseil fédéral ordonne l'expulsion des étrangers qui appellent au refus du service militaire obligatoire ou de l'obéissance militaire.

 Vendredi 1er mars 
- Première compétition de Ski joëring en Engadine (GR), entre Saint-Moritz et Champfèr.
- Inauguration du funiculaire Locarno-Madonna del Sasso (TI).

 Dimanche 25 mars 
- Les citoyens du canton de Neuchâtel approuvent l’élection du Conseil d’Etat par le peuple.
- Les citoyens du canton de Berne approuvent l’élection du Conseil d’Etat par le peuple.

 Mardi 3 avril 
- Plusieurs entreprises introduisent le congé du samedi après-midi sans diminution de salaire.

 Samedi 14 avril 
- Congrès de l’Union syndicale suisse à Bâle. Les délégués refusent l’action directe comme moyen de lutte.

 Vendredi 4 mai 
- Le Conseil d’Etat du canton du Valais édicte une loi interdisant l’absinthe.

 Jeudi 17 mai 
- Première sortie du bateau à vapeur Schiller sur le Lac des Quatre-Cantons.

 Vendredi 18 mai 
- Inauguration du tunnel du Simplon, en présence du roi Victor-Emmanuel III d'Italie et du président de la Confédération Ludwig Forrer.

 Jeudi 31 mai 
- Le village de Planfayon (FR) est entièrement détruit par un incendie.

 Vendredi 1er juin 
- Mise en service de la première ligne de cars postaux sur le parcours Berne – Wohlen - Detligen.

 Mercredi 6 juin 
- Début des festivités du centenaire de la société d’étudiants Belles-Lettres à Lausanne.

 Dimanche 10 juin 
- Votations fédérales. Le peuple approuve, par 245 397 oui (62,6 %) contre 146 760 non (37,4 %), la loi fédérale sur le commerce des denrées alimentaires et de divers objets usuels.
- Les citoyens de la ville de Zurich approuvent un crédit de 10 millions de francs pour la construction d’une usine hydro-électrique dans le massif de l’Albula (GR)

 Mardi 12 juin 
- Les automobilistes ont pour la première fois l’autorisation d'emprunter la route du col du Simplon.

 Vendredi 22 juin 
- Réintroduction du bouquetin en Suisse. Un parc animalier de Saint-Gall achète à des braconniers deux bouquetins introduits en fraude en Suisse après avoir été volés au Grand Paradis, territoire de chasse du roi d'Italie.

 Vendredi 6 juillet 
- Signature de la Convention pour l'amélioration du sort des blessés et malades dans les armées en campagne, dite Convention de Genève.
- Décès à Coire (GR), à l’âge de 61 ans, du poète grison Giachen Caspar Muoth.

 Mercredi 11 juillet 
- Le Conseil fédéral met en place une politique d'expulsion des Tsiganes étrangers et apatrides.

 Dimanche 15 juillet 
- Ouverture du Musée engadinois à Saint-Moritz (GR).

 Vendredi 27 juillet 
- Fondation de la Compagnie du Berne-Lötschberg-Simplon (BLS) dans le but de réaliser une seconde liaison à travers les Alpes, entre Frutigen (BE) et Brigue (VS).

 Samedi 28 juillet 
- Début de la XIVe Fête fédérale de musique à Fribourg.

 Dimanche 12 août 
- Mise en service du tronçon Villars-sur-Ollon-Chesières du Chemin de fer Bex-Villars-Bretaye.

 Mercredi 15 août 
- Premier numéro de la revue artistique Berner Rundschau.

 Lundi 20 août 
- Inauguration du Chemin de fer Martigny-Châtelard (VS).

1er septembre
- À Interlaken, l'anarchiste russe Tatiana Leontieva assassine un curiste qu'elle a pris pour l'ancien ministre russe de l'Intérieur[2].

 Vendredi 5 octobre 
- En raison d’un période de sécheresse exceptionnelle, le minimum historique de 734.66 mètres d’altitude est enregistré au Lac des Brenets (NE).

 Samedi 3 novembre 
- L’Université de Lausanne inaugure ses nouveaux locaux au Palais de Rumine.

- Les grèves des ouvriers sur métaux et du bâtiment à Zurich donnent lieu à de violents affrontements. L'armée intervient. Grève à la fabrique d'automobiles Arbenz à Zurich.

## Naissance
- 11 janvier : Albert Hofmann, chimiste, inventeur du LSD († 29 avril 2008).
- 5 septembre : Peter Mieg, compositeur, peintre et écrivain († 7 décembre 1990).

## Décès
- 31 janvier : André Gladès, écrivain, à Genève, à l’âge de 38 ans.
- 19 mars : zoologue à Genève, à l’âge de 67 ans.

 Jeudi  
- 3 mai : Eugène Renevier, géologue, conservateur du Musée géologique cantonal, à Lausanne, dans sa 74e année.
- 18 mai : Gaston Frommel, théologien, à Genève, à l’âge de 43 ans.
- 24 août : Alexandre A. Herzen, médecin et professeur de physiologie  fils de l'écrivain et révolutionnaire russe Alexandre Herzen, à Lausanne, à l’âge de 67 ans.
- 7 septembre : Johann Jakob Treichler, leader ouvrier à Zurich, à l’âge de 83 ans.
- 6 décembre : Décès d'Élie Ducommun, journaliste, lauréat du Prix Nobel de la paix en 1902, à Berne, à l’âge de 73 ans.